# Symfonie nr. 4 (Hameenniemi)
Eero Hämeenniemi voltooide zijn Symfonie nr. 4 in 2004.
Het werk moest wachten op haar eerste uitvoering tot 14 maart 2007 toen het werd gespeeld in een programma met hedendaagse klassieke muziek. Op die avond stonden drie premières op het programma van het Fins Radiosymfonieorkest onder leiding van John Storgårds:
- Jovanka Trbojevic – Orgone Accumulator (2005-2006) (opdracht YLE);
- Kari Saariaho – haar celloconcert Notes on Light voor solist Anssi Kartunen;
- Hämeenniemi – vierde symfonie (opdracht YLE).

Het eerste en derde werk kregen hun wereldpremière, het middelste werk was al buiten Europa uitgevoerd. Het celloconcert was een opdracht van het Boston Symphony Orchestra met Jukka-Pekka Saraste (première 22 februari 2007).
Tot nu toe (februari 2010) is dat ook de enige keer geweest, dat de vierde symfonie van Hämeenniemi te horen is geweest. Het is een eendelige symfonie geworden, die volgens de componist zijn meest persoonlijke is van de vier (tot 2010). Het werk is introvert en op polyfonie geschoeid. Het thema werd door de componist steeds verder uitgewerkt en herhaald. Bijna elk muziekinstrument heeft een bovenliggende solo. De muziek bestaat daarbij voornamelijk uit lange melodielijnen en geeft dan weer massieve dan weer fragiele of lieflijke muziek te horen. De componist moest toegeven, dat het werk wellicht moeilijk lag; in tegenstelling tot andere werken van hem is het bij één uitvoering gebleven en is er geen uitzicht op een commerciële release door een platenlabel (aldus FIMIC, Ondine en Alba Records Oy).
Qua compositie viel het werk wel in de smaak; het won de tweede plaats in de compositie van TEOSTO (belangrijk in Finland, een soort Buma/Stemra), maar de componist moest daarbij toegeven, dat ook hij voor Olli Kortekangas opera Isän Tyttö (vadersdochter) gestemd zou hebben, die uiteindelijk won.

## Orkestratie
- 3 dwarsfluiten, 3 hobo’s, 3 klarinetten, 3 fagotten;
- 4 hoorns, 3 trompetten, 3 trombones, 1 tuba;
- geen pauken en /of percussie en /of harp; wel piano
- violen, altviolen, celli, contrabassen.